# Perfuração da membrana do tímpano
Perfuração da membrana do tímpano ou, simplesmente, o tímpano perfurado, é um rompimento do tímpano que ocorre devido a questões como otite média (infecção do ouvido), resultando em um acúmulo de pus na orelha média, além de ser ocasionado por traumas (por exemplo, limpar o ouvido com instrumentos cortantes ou o próprio cotonete), explosão, exposição a um barulho muito forte ou erros cirúrgicos (criação acidental de uma ruptura). Além disso, a título de curiosidade, viagens de avião, mergulhos em profundidade e assoar o nariz com muita intensidade são atos que também podem causar perfuração ou alterações na membrana, acontecendo o chamado "barotrauma", por conta da diferença de pressão do meio externo em relação ao ouvido, de modo a bloquear a tuba auditiva.

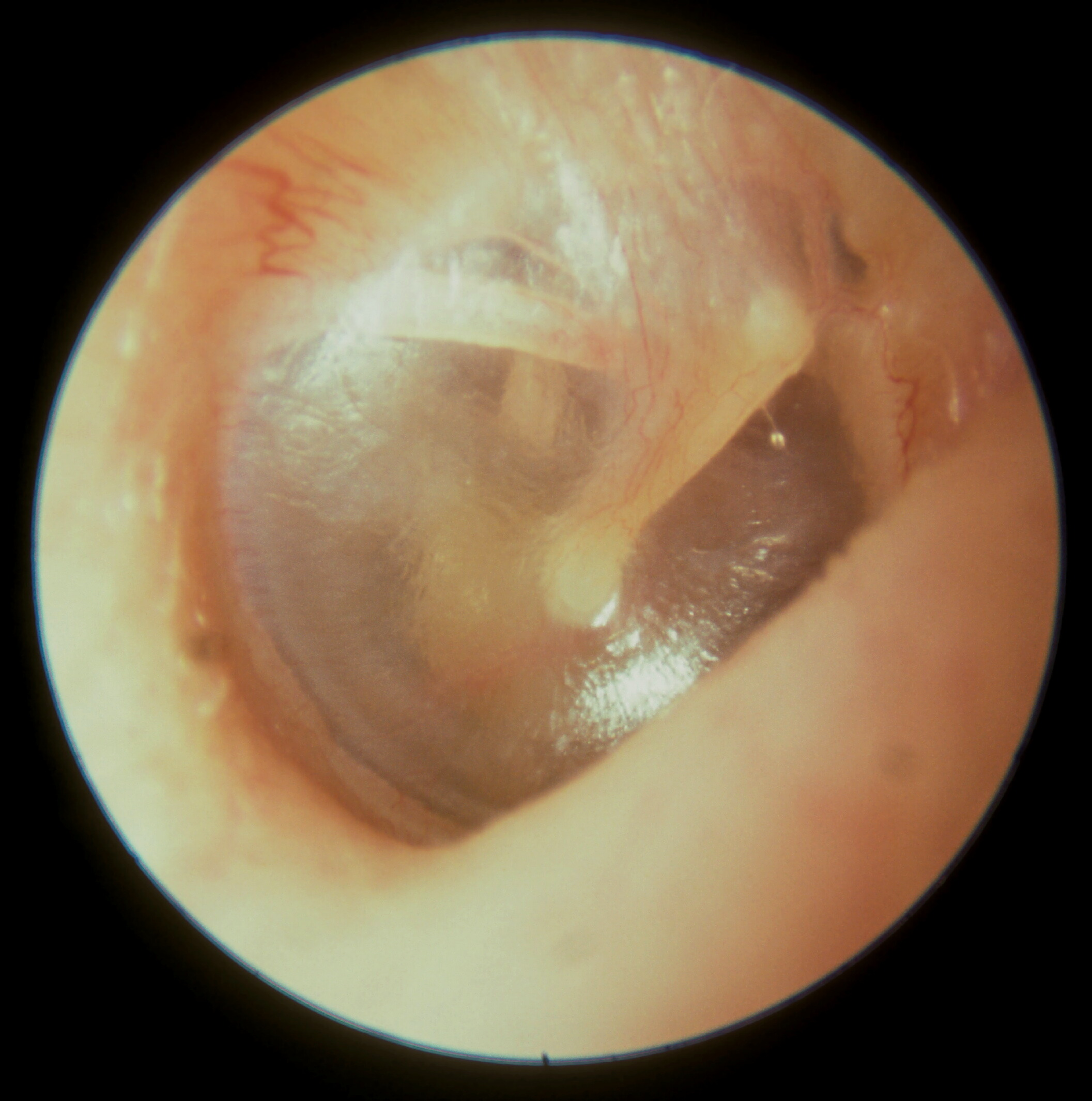
Imagem de membrana timpânica íntegra, sendo possível identificar a presença dos ossículos.

A membrana timpânica (MT), localizada na orelha média, é uma estrutura de formato oval com 85 mm² de superfície, 10 mm de diâmetro e 0,1 mm de espessura, e é formada por uma camada de tecido conjuntivo cartilaginoso e translúcido. A MT é composta por duas partes: a flácida, também chamada de membrana de Shrapnell, que é uma porção de formato triangular localizada superiormente ao processo curto do martelo; e a parte tensa, que forma a maior extensão da membrana timpânica e é mais densa na margem externa, de modo a formar o anel timpânico. Além disso, essas duas partes da membrana são constituídas por pele e túnica mucosa, sendo que a camada fibrosa se encontra apenas nessa última. Outrossim, a MT possui 4 quadrantes: posterossuperior, posteroinferior, anterossuperior e anteroinferior. Sendo assim, o anteroinferior é responsável pelo aparecimento de uma zona brilhante, denominada de "cone de luz" ou "triângulo luminoso", observado durante o exame otoscópico, e isso se deve ao fato tanto do arranjo de fibras desse quadrante o tornar menos denso, quanto ao formato da membrana ser côncava.
A função dessa membrana é auxiliar na audição, transmitindo as vibrações sonoras (em forma de energia mecânica) para a parte média da orelha. No entanto, quando há a perfuração, esses padrões vibratórios não são produzidos de modo eficiente, levando à perda auditiva condutiva, que, nesse caso, normalmente é temporária, sendo fundamental a realização de uma audiometria (quando a MT estiver restaurada) para ser feita a checagem da integridade auditiva.

## Sintomas
Os sintomas decorrentes das perfurações podem ocorrer isoladamente ou associados, dentre eles têm-se, principalmente, a otorréia (secreção de líquido ou pus pelo canal auditivo) de repetição, a hipoacusia (perda da audição), e a otalgia (dor de ouvido) repentina, quando na presença de infecção. Já nas manifestações menos comuns estão o prurido otológico e a vertigem. Outros sintomas podem incluir zumbido ou secreção de muco amarelado ou sangue, o que indica uma possível infecção viral ou bacteriana, levando em conta que a membrana está perfurada e exposta, de modo a ficar suscetível a infecções.

## Cicatrização

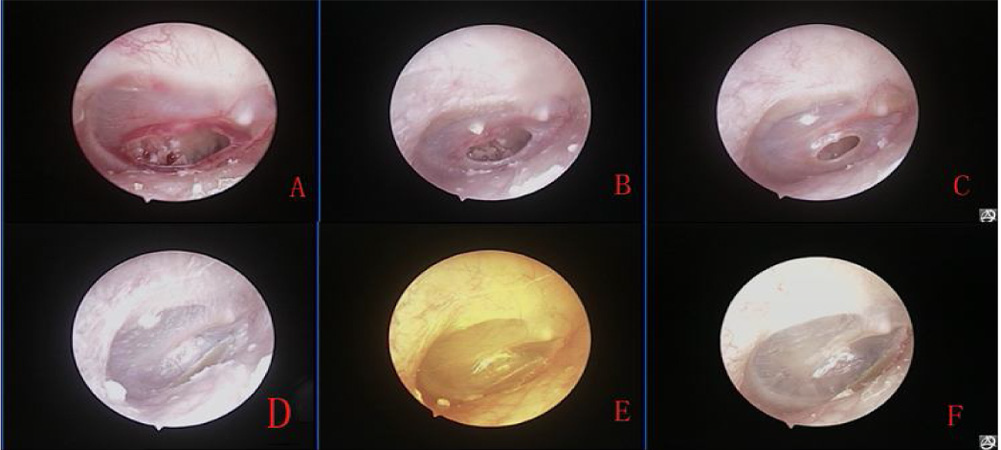
Processo de cicatrização de grande perfuração timpânica após a aplicação tópica de ofloxacina gotas otológicas (imagem B 4 dias, imagem C 7 dias, imagem D 2 semanas, imagem E 3 semanas e imagem F 7 semanas após medicação

É possível ter um bom prognóstico e recuperação espontânea, mesmo sem tratamento, a depender do trauma. São citadas na literatura dois tipos de perfuração da membrana timpânica conforme o tempo de recuperação: a crônica e a aguda. A crônica é atribuída às perfurações que se mantêm por 3 meses, pela não cicatrização espontânea e não regeneração das camadas histológicas de tecido epitelial externo, seguido da lâmina própria e da camada mucosa. Sendo assim, é necessário, na maioria dos casos, a realização de cirurgia (timpanoplastia). Por isso, o tipo crônico geralmente diz respeito a perfurações que acarretam na inflamação duradoura na orelha média e, por consequência, em otite média supurativa. Em contrapartida, no tipo agudo, a regeneração ocorre em média de 7 a 10 dias e é eficiente, podendo acontecer episódios de otorréia, mas estes podem ser tratados por meio de medicamentos.

## Avaliação
A princípio, é importante frisar que o diagnóstico e, por conseguinte, o tratamento da perfuração deve ser realizado o mais breve possível, de modo a prevenir complicações associadas, como: perda auditiva, colesteatoma, paralisia de musculatura facial e infecções no sistema nervoso central (meningite).

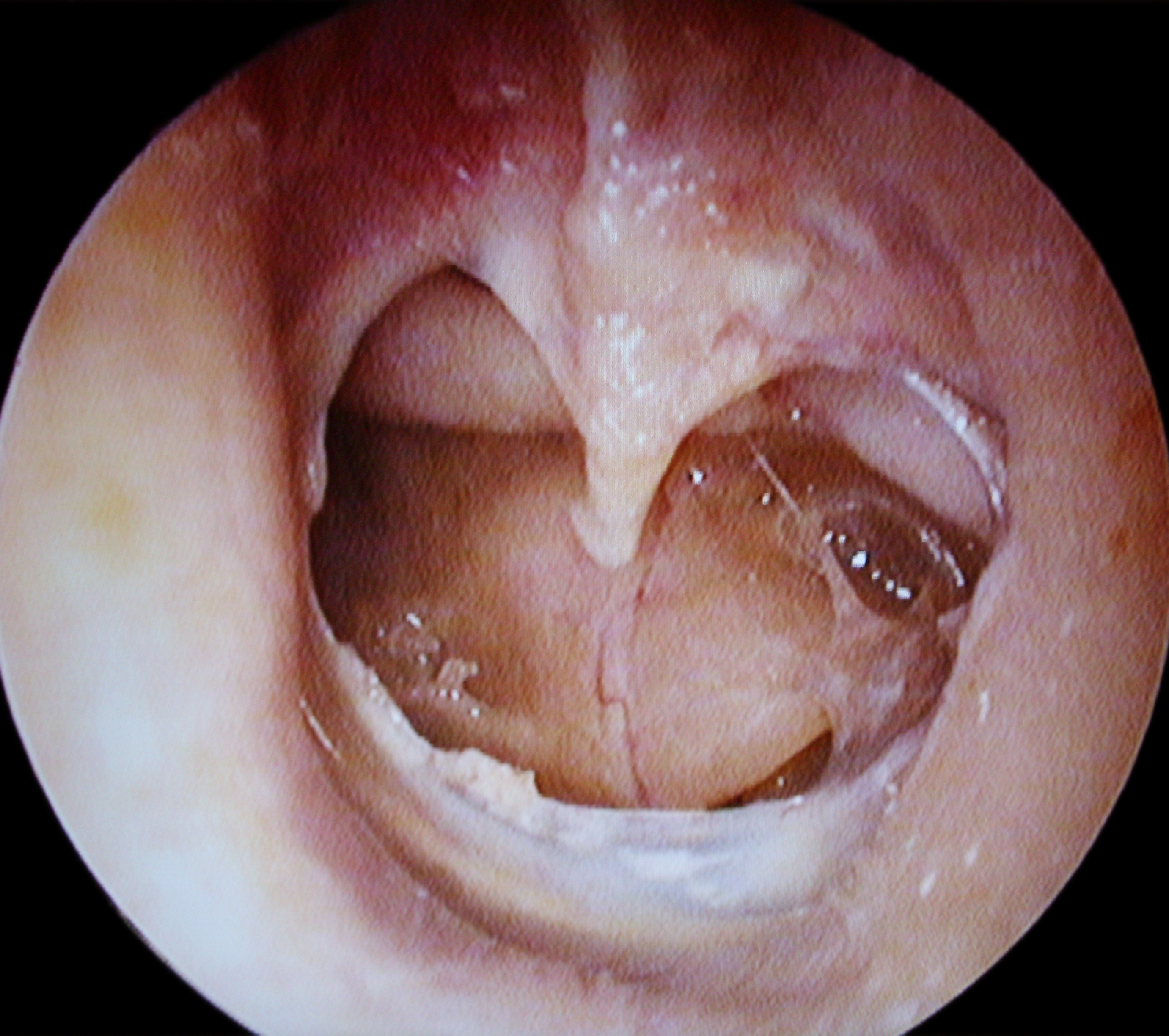
Membrana timpânica com perfuração

Na avaliação, o diagnóstico só pode ser dado pelo médico, e em alguns casos, não é possível ser estabelecida uma conclusão tão evidente de ruptura da MT pelo exame, por isso, utiliza-se a otoscopia pneumática, em que o profissional analisa o movimento da membrana por meio da variação de pressão do equipamento. Além disso, também utiliza-se a meatoscopia, que pode ser realizada por fonoaudiólogos ou por médicos, a fim de verificar se há a presença de perfuração e a situação da membrana.
Determinados estudos mostram que o embaçamento do otoscópio pode ajudar na avaliação, pois o ar umidificado e quente passa da nasofaringe para orelha média, e pela abertura, para o meato acústico externo, podendo levar à condensação da lente do otoscópio, de modo a indicar perfuração da membrana timpânica.
Uma informação a ser salientada é a de que exames como audiometria, timpanometria e pesquisa de reflexos acústicos não podem ser realizados em pacientes com a membrana perfurada, já que são procedimentos que necessitam da integridade dessa estrutura, por isso a importância de ser feita pelo profissional fonoaudiólogo uma boa meatoscopia.

## Achados Audiológicos
Sabe-se que, como a membrana timpânica está localizada na orelha média, a perfuração dela pode levar inicialmente a uma perda auditiva condutiva ou mista, acometendo principalmente as frequências baixas (ou seja, dificuldade de ouvir sons graves, com frequências iguais ou inferiores a 2000 Hz). E devido a diminuição da área vibratória de membrana e de transmissão de energia sonora, o tamanho da perfuração está relacionado com uma limitação da percepção sonora, ou seja, piora nos limiares auditivos. Dessa forma, o grau da perda varia quanto ao tamanho e a localização da lesão. Além disso, perfurações que cobrem de 0 a 25% da área podem ocasionar uma perda auditiva de até 12dB, já as que ocupam de 26 a 50% podem resultar em perdas de até 22dB, enquanto perfurações que abrangem de 50 a 95% da área vibratória podem causar perda de até 28dB.

## Tratamento
A perfuração pode ser reparada em poucas semanas ou até em alguns meses, cicatrizando-se espontaneamente nos casos mais leves (em cerca de 70 a 90% dos acometidos), fazendo com que as manifestações clínicas sejam amenizadas ou até desapareçam. Porém, algumas perfurações necessitam de intervenção, sendo um exemplo disso os casos mais agravados, nos quais a perfuração pode durar vários anos e não é capaz de cicatrizar de modo espontâneo, pois podem ser consequência de erros em cirurgias feitas nas regiões que acometem a orelha interna, a média ou a externa, sendo, nesses casos, imprescindível o uso de medicamentos receitados pelo médico especialista ou a realização de cirurgia, a timpanoplastia, reparando a membrana de forma mais invasiva.

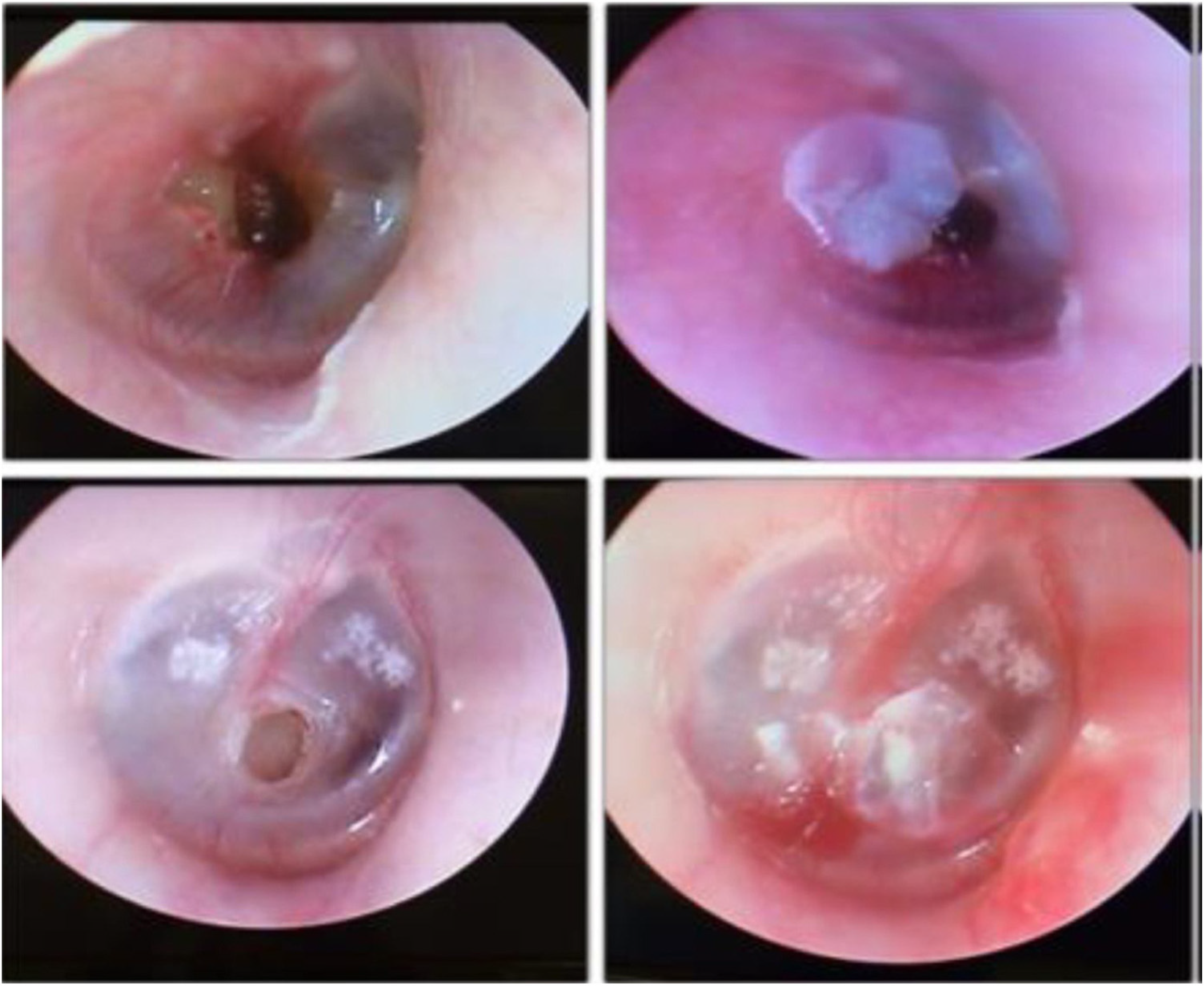
Otoscopia à esquerda perfuração. À direita após colocação da membrana de celulose bacteriana.

A timpanoplastia é a realização da reparação da MT do paciente por meio do uso de enxerto de pele do próprio indivíduo, que pode ser a fáscia do músculo temporal ou o pericôndrio da cartilagem do pavilhão da orelha. Como foi dito, esse procedimento é indicado para casos em que há a perfuração da membrana timpânica de modo permanente (otite média crônica) associada à perda auditiva. Desse modo, a cirurgia pode ou não envolver uma reconstrução ossicular, sendo realizada apenas quando há prejudicação da cadeia ossicular do ouvido (bigorna, martelo e estribo) associada à perfuração da membrana, mas sempre envolvendo uma exploração do ouvido médio.
Nesse procedimento, o médico cirurgião faz um corte na parte posterior da orelha ou no conduto auditivo, colocando, em seguida, o enxerto para reconstruir a membrana. Além disso, após a cirurgia, em pacientes com rupturas mais graves é preciso fazer uso de tampão de ouvido para evitar o contato entre a água com a membrana do tímpano. Na maioria dos casos, a audição é recuperada totalmente, mas a ocorrência de infecção crônica por um longo período pode levar à perda permanente da audição.
O pós-operatório, em geral, ocorre de forma rápida e sem episódios de fortes dores, porém, nas primeiras semanas de recuperação, o indivíduo pode se queixar de perda de equilíbrio, além de zumbido, boca ressecada e xerostomia, considerando a manipulação de áreas vizinhas ao nervo glossofaríngeo durante a cirurgia.

Outro tratamento existente para as perfurações timpânicas é a aplicação de fragmento de película de celulose bacteriana sobre perfurações timpânicas, que podem acarretar em uma recuperação ágil e eficaz.